# Паймыр
Паймыр — деревня в Моркинском районе Республики Марий Эл. Входит в состав Шоруньжинского сельского поселения.

## География
Находится в юго-восточной части республики Марий Эл на расстоянии приблизительно 29 км по прямой на восток от районного центра посёлка Морки.

## История
Известна с 1839 года как выселок, где было 7 дворов, насчитывалось 15 душ мужского пола. В 1886 году было 19 дворов, проживали 106 человек, в 1917 год проживали 82 человека. В 2004 году в деревне находилось 18 хозяйств. В советское время работали колхозы «Паймыр» и «Победитель».

## Население
Население составляло 44 человека (мари 100 %) в 2002 году, 38 в 2010.